# Torcia (industria)

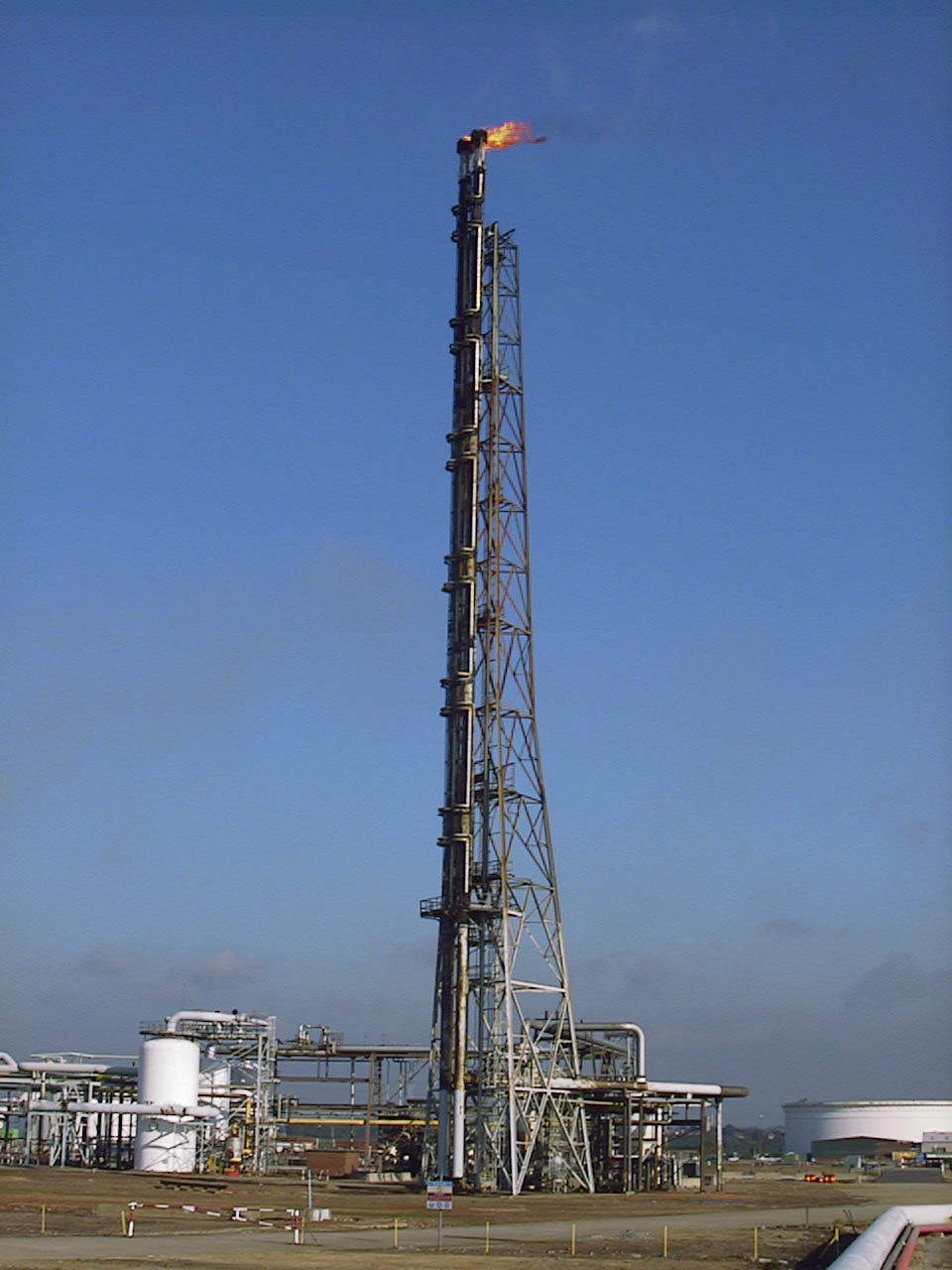
Il camino della torcia della raffineria di Shell Haven in Inghilterra

Una torcia, indicata anche come fiaccola, è un sistema di combustione ad alta quota di gas indesiderati, utilizzato negli impianti industriali quali raffinerie di petrolio, impianti chimici o petrolchimici, impianti di trattamento del gas naturale, ma anche pozzi petroliferi o di gas, piattaforme petrolifere e discariche. 

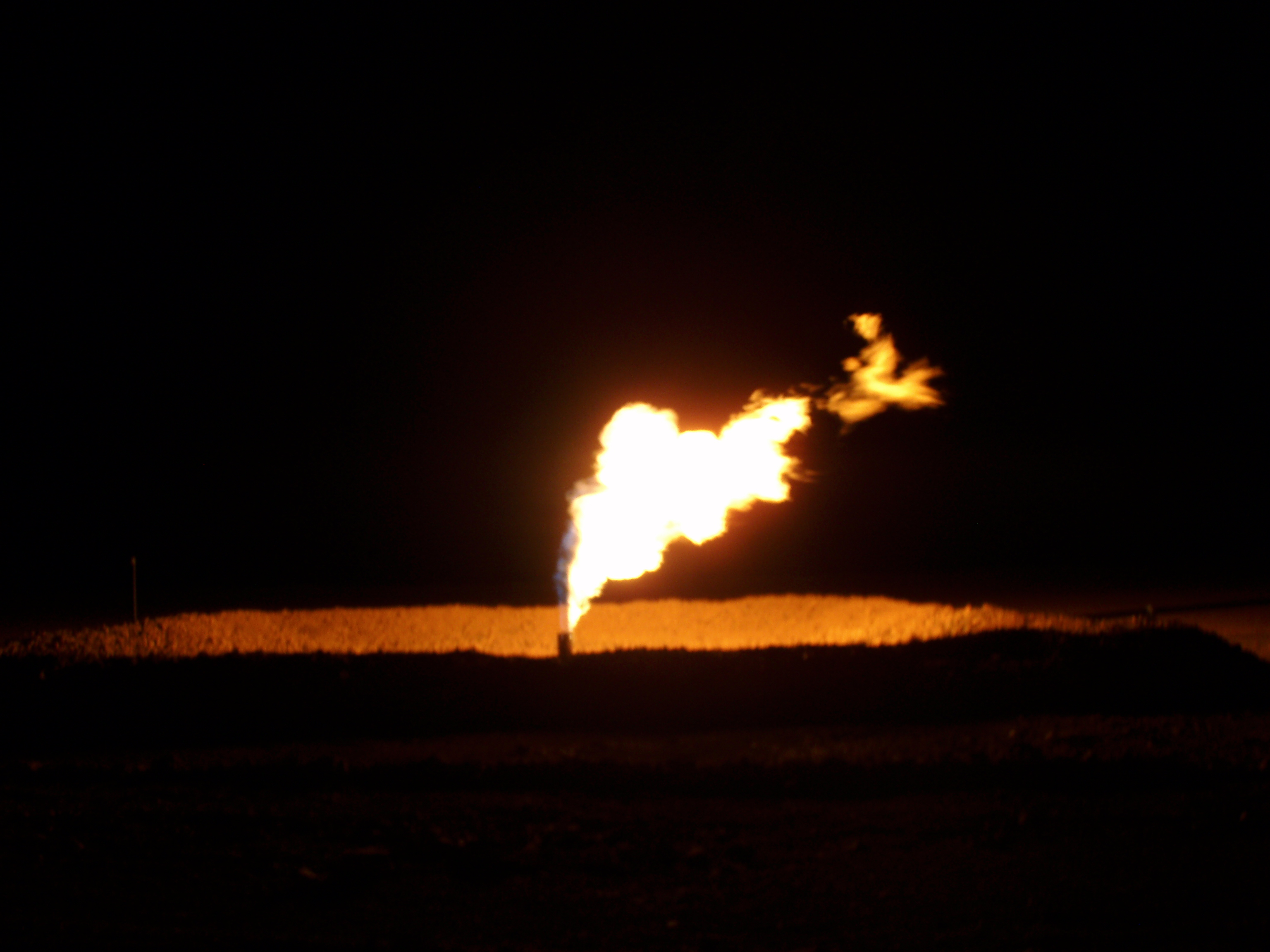
Combustione di gas in torcia in North Dakota

Negli impianti industriali le torce sono utilizzate soprattutto per bruciare gas infiammabili rilasciati da valvole di sicurezza a seguito di una sovrapressione indesiderata nelle apparecchiature di impianto. In fase di fermata o avviamento parziale o totale degli impianti le torce sono spesso utilizzate per una combustione programmata dei gas per brevi periodi. Negli impianti di estrazione e produzione di petrolio, il greggio viene estratto da pozzi "onshore" o "offshore" miscelato a gas naturale ("gas naturale associato"). In alcune aree geografiche sprovviste di una rete di gasdotti o altre infrastrutture di trasporto e distribuzione del gas, può succedere che grandi quantità di questo gas associato vengano bruciate in torcia elevata o in un pozzo a livello del terreno. In alternativa il gas associato viene re-iniettato nel giacimento, soluzione preferibile perché a minore impatto ambientale, che preserva il gas per possibili utilizzi futuri e mantiene in pressione il giacimento e quindi la produttività dello stesso.

## Sistemi di torcia negli impianti industriali

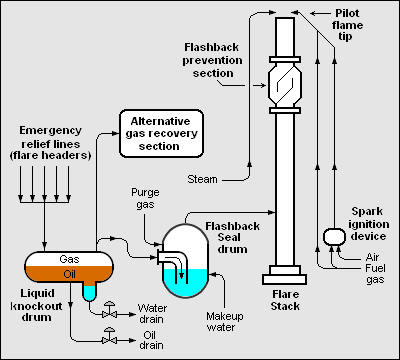
Schema di flusso di un sistema di torcia elevata verticale in un impianto industriale

A protezione delle apparecchiature di impianto in caso di sovrapressione, le valvole di sicurezza sono un sistema di protezione essenziale che scaricano automaticamente gas o liquidi in linea con gli standard internazionali e con le leggi nazionali. I gas o i liquidi scaricati vengono convogliati attraverso una vasta rete di tubazioni (i collettori di torcia, "flare headers") alla torcia per essere bruciati in quota alla cima del camino. La fiamma che ne risulta varia in dimensioni e in luminosità, a seconda della portata del fluido che brucia.

### Tipologie di torcia
Le torce comunemente presenti negli impianti industriali sono o del tipo elevato o del tipo a terra. La scelta della tipologia dipende da considerazioni quali la disponibilità di spazio, le caratteristiche del gas da bruciare (composizione, quantità e pressione), considerazioni economiche legate all'investimento iniziale e ai costi di mantenimento, considerazioni legate alle pubbliche relazioni con la comunità locale e requisiti derivanti da regolamenti e leggi locali o dalle Best Available Technologies.

#### Torce elevate
Le più comunemente usate nell'industria petrolchimica, sono quelle con le maggiori capacità. Il gas da eliminare viene inviato in un camino (chiamato anche stack) e viene bruciato in un terminale in cima alla torcia (flare tip). L'altezza delle torce elevate varia a seconda della capacità richiesta dall'impianto che servono, raggiungendo in alcuni casi anche i 180 metri. L'altezza ragguardevole di queste torce rappresenta anche il migliore sistema per la dispersione dei prodotti di combustione, tossici e maleodoranti. Lo stack può essere di tipo autoportante, o in alternativa strallato o supportato tramite tralicci. Per attenuare la formazione di fumo e di luminescenza eccessive durante la combustione le torce elevate possono essere assistite con iniezioni al tip di vapore o di aria, che però possono avere lo svantaggio di aumentare eccessivamente il rumore della torcia quando questa entra in funzione. I costi di investimento delle torce elevate sono relativamente alti, e di solito un'ampia area intorno allo stack (area sterile) è inutilizzabile a causa dell'irraggiamento a terra provocato dalla fiamma.

#### Torce a terra
Queste torce non si sviluppano in altezza, e ne esistono diverse varianti a seconda che siano con o senza pareti di isolamento per limitare l'irraggiamento termico nella zona circostante, o a seconda del numero di bruciatori posti in una struttura di acciaio con strato di refrattario all'interno. Le torce a terra sono generalmente equipaggiate con sistemi insonorizzanti e di attenuazione del vento detti wind fence.

### Diagramma di flusso tipico di una torcia elevata
Il diagramma di flusso sopra, mostra i componenti tipici di un sistema di torcia elevata verticale:
- il collettore di torcia scarica in un separatore liquido-vapore ("Knockout Drum", o "KO Drum"), che serve a separare i liquidi (oli, acqua, idrocarburi liquidi) che potrebbero essere trascinati con i vapori da bruciare;
- i gas in uscita dal "KO Drum" vengono mandati in torcia attraverso una guardia idraulica ("Water Seal Drum") per prevenire eventuali ritorni di fiamma dal camino della torcia;
- dal "KO Drum" è possibile mandare i gas separati a un sistema di recupero alternativo ("Gas Recovery System"), per esempio al sistema di gas combustibile dell'impianto;
- dalla "guardia idraulica" i gas entrano nel camino della torcia o stack e, attraverso una sezione che blocca possibili ritorni di fiamma, raggiungono la punta del camino dove avviene la combustione ("Tip");
- sulla "punta del camino" è sempre accesa una fiamma pilota ("Pilot Flame") pronta a innescare qualunque gas raggiunga la punta. La fiamma pilota ha un suo dedicato sistema di accensione ("Ignition System")[10];
- la torcia può essere dotata di un sistema di iniezione di vapore ("Steam Injection System") che favorisce un buon mescolamento dei gas da bruciare con l'aria circostante, in modo da promuovere una fiamma senza fumo ("torcia smokeless").

## I benefici della combustione dei gas in torcia
La torcia è la parte dell'impianto chimico o della raffineria che, in caso di emergenza, permette di mettere in sicurezza gli impianti, bruciando i gas pericolosi o non utilizzabili in modo sicuro e controllato, a tutela della sicurezza dell'impianto e dell'ambiente in accordo alle leggi ed ai regolamenti locali, con efficienze generalmente superiori al 98%. La presenza della torcia previene l'emissione in atmosfera di tutta una serie di sostanze gassose pericolose per la salute e la sicurezza delle persone e per l'ambiente, quali per esempio:
- metano e altri Composti organici volatili infiammabili,
- acido solfidrico e altri composti organici dello zolfo, tossici, nocivi o irritanti per l'uomo o con impatto ambientale su fauna e flora,
- benzene, toluene, xilene o altri idrocarburi aromatici infiammabili, cancerogeni e con impatto ambientale.

Dal punto di vista del riscaldamento globale, la combustione in torcia del gas naturale e degli idrocarburi in generale riduce l'impatto sull'atmosfera: infatti il global warming potential (GWP o potenziale di riscaldamento globale) del metano è 34 volte più alto di quello della CO2, principale prodotto di combustione (insieme all'acqua) degli idrocarburi, e di conseguenza la combustione in torcia del metano prima di rilasciarlo in atmosfera ne riduce l'effetto di riscaldamento globale.

## Gli impatti della combustione dei gas in torcia
A parte le ovvie emissioni di gas combusti in atmosfera, quando entrano in funzione le torce producono un impatto legato al forte rumore, alla luce e all'irraggiamento termico nella zona sottostante. Tali impatti vengono prodotti solo nei casi di emergenza in cui la torcia entra in funzione, tuttavia il pilota è una fiamma sempre accesa e che quindi rappresenta una fonte continua (per quanto limitata) di emissioni di anidride carbonica e acqua. Inoltre, esistono casi in cui il pilota uccide uccelli o insetti attirati dalla luce. Un caso eclatante del genere si è verificato al terminale di gas naturale liquefatto a Saint John, Nuovo Brunswick, Canada il 13 settembre 2013, quando circa 7.500 uccelli canori migratori sono stati attratti e uccisi dal calore della torcia. Incidenti simili, sebbene più limitati, sono noti per essere causati dalle torce degli impianti petroliferi "offshore". Altri casi riguardano l'uccisione di molteplici insetti attirati dalla fiamma del pilota, come nel caso delle falene descritto dai relatori della Convenzione sulla Bio-Diversità del Québec, in Canada, nell'ambito della Global Taxonomy Initiative.

### Gli impatti della combustione in torcia del "gas associato" dai pozzi petroliferi

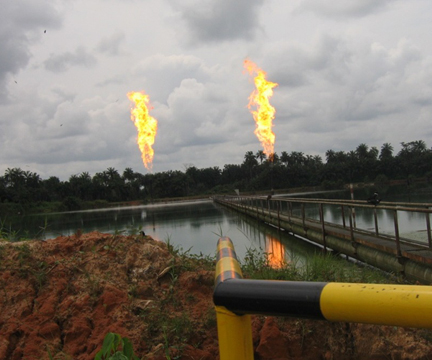
Combustione in torcia da un pozzo petrolifero in Nigeria

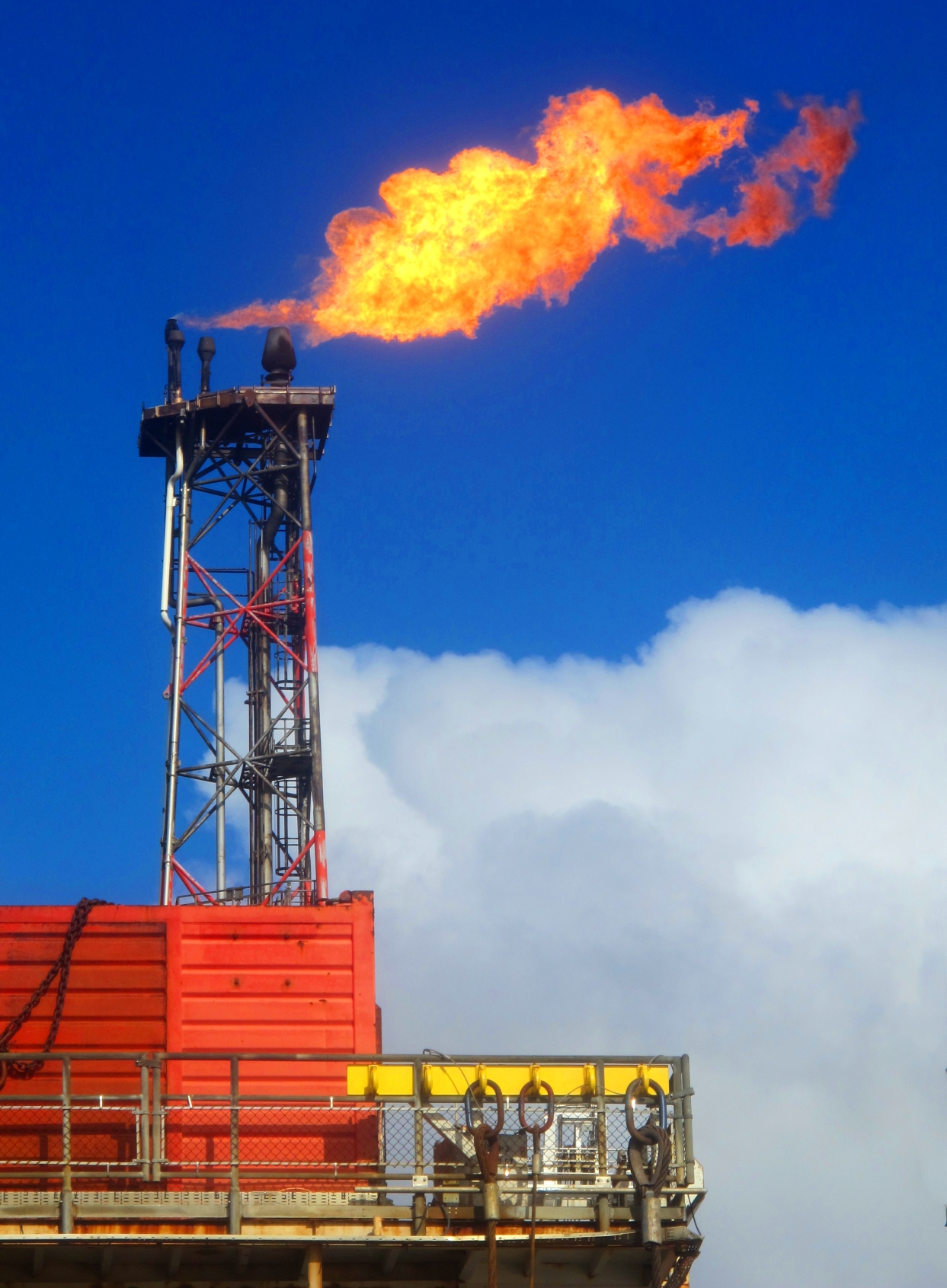
Combustione di gas in torcia su una piattaforma petrolifera nel Mare del Nord

In base ai dati della Banca Mondiale, alla fine del 2011 venivano bruciati in torcia 150 × 109 metri cubi all'anno di "gas associato", quantità equivalente a circa il 25% del consumo annuale di gas naturale negli Stati Uniti o a circa il 30% del consumo annuale nell'Unione europea. A un valore nominale di 5.62 dollari per piede cubico, tale quantità equivarrebbe a 29.8 miliardi di dollari.
Sempre alla fine del 2011, il 72% delle combustioni totali in torcia erano attribuibili a 10 paesi, e l'86% a 20 paesi. I dieci maggiori responsabili delle emissioni da torcia erano:
- la Russia per il 27%,
- la Nigeria per l'11%,
- l'Iran per l'8%,
- l'Iraq per il 7%,
- gli Stati Uniti per il 5%,
- l'Algeria per il 4%,
- il Kazakistan per il 3%,
- l'Angola per il 3%,
- l'Arabia Saudita per il 3%,
- il Venezuela per il 3%.

Le emissioni da torcia rappresentano una sorgente significativa di anidride carbonica (CO2) in atmosfera, insieme alle emissioni della combustione di combustibili fossili e dei forni dei cementifici: circa 2400 × 106 t di anidride carbonica vengono emesse ogni anno in questo modo, che corrisponde all'1.2% circa delle emissioni totali a livello mondiale. Si tratta di oltre la meta' delle Quote emissioni di gas serra che sono state certificate nell'ambito del Protocollo di Kyoto del giugno 2011. Da rilevazioni satellitari americane emerge che la quantità di gas mandati in torcia a livello globale è diminuita del 20% tra il 2005 e il 2010, con le riduzioni più significative realizzate in Russia (meno 40%) e in Nigeria (meno 29%).